# Scandal în Boemia
Scandal în Boemia (în engleză A Scandal in Bohemia) este prima dintre cele 56 povestiri scurte cu Sherlock Holmes ale lui Sir Arthur Conan Doyle și prima povestire din volumul Aventurile lui Sherlock Holmes. Anterior fuseseră publicate două romane în care a apărut celebrul detectiv; este vorba de Un studiu în roșu (1887) și Semnul celor patru (1890).
Ea a fost publicată în revista Strand Magazine din iulie 1891, apoi în volumul "Aventurile lui Sherlock Holmes" (în engleză The Adventures of Sherlock Holmes) editat la 14 octombrie 1892 de George Newnes Ltd din Anglia.

## Rezumat

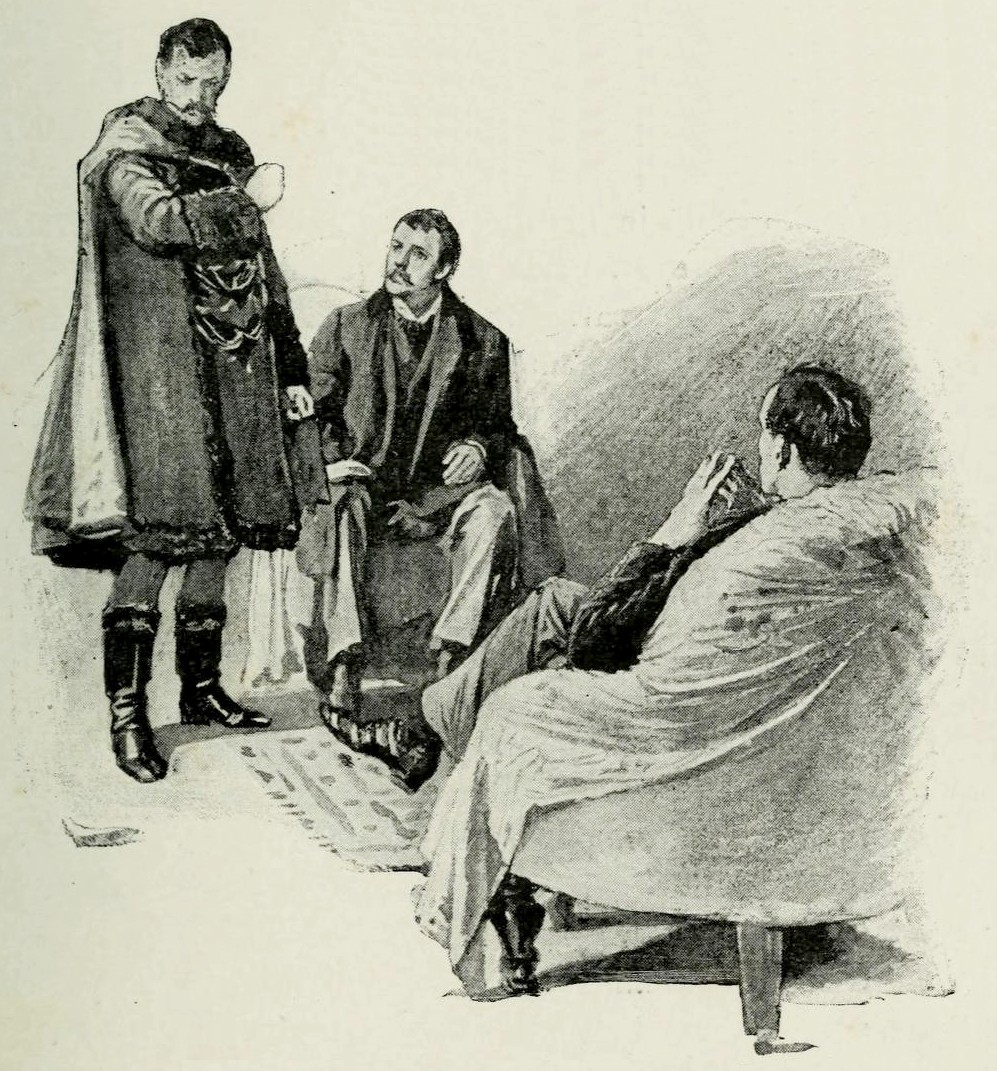
Von Ormstein, dezvăluindu-și identitatea lui Watson și Holmes prin aruncarea măștii pe jos. Desen de Sidney Paget.

Un om mascat care se prezintă ca fiind contele Von Kramm îi face o vizită lui Holmes. El afirmă că reprezintă un client important, dar Holmes deduce rapid că este vorba de Wilhelm Gottsreich Sigismond von Ormstein, Mare Duce de Cassel-Felstein, rege ereditar al Boemiei. Fiindu-i descoperită identitatea, regele își aruncă masca. 
Regele urma să se căsătorească în curând cu Clotilde Lothman von Saxe-Meningen, a doua fiică a regelui Scandinaviei, dar viitoarele sale rude ar putea anula nunta dacă s-ar afla că acesta a avut o relație anterioară (pe când era prinț-moștenitor) cu o cântăreață de operă pe nume Irene Adler, originară din New Jersey. Cântăreața amenință să-i trimită viitoarei soții a regelui o fotografie compromițătoare în care cei doi apar împreună. Hoții trimiși de rege nu au găsit fotografia, iar Irene Adler refuză să o vândă.
Regele îi dă lui Holmes 1.000 lire sterline (83.000 lire la valoarea din 2008) pentru a acoperi orice cheltuială, spunând că ar da "...o provincie din regat" pentru a intra în posesia fotografiei. 
În dimineața următoare, Holmes dă târcoale casei domnișoarei Adler, deghizat în vizitiu care caută de lucru. El îi trage de limbă pe vecini și află că Irene Adler are un prieten apropiat, avocatul Godfrey Norton, care o vizitează zilnic. În aceeași zi, urmărindu-i pe cei doi, Holmes ajunge la Biserica Sf. Monica din Edgware Road. Cu câteva minute mai târziu, el asistă la căsătoria celor doi în calitate de martor. 
Bănuind că soții ar putea părăsi Anglia, detectivul pune la punct o stratagemă, bazându-se pe ajutorul lui Watson. În aceeași seară, el se deghizează în pastor, simulează o încăierare în jurul casei domnișoarei Adler în urma căreia dă impresia că ar fi rănit și astfel este transportat în casa cântăreței. El cere deschiderea unei ferestre pentru a avea mai mult aer, iar Watson aruncă în interior o fumigenă și strigă "foc". Creându-se panică, Irene Adler se îndreaptă spre o ascunzătoare aflată într-o adâncitură din spatele unui panou mobil, chiar deasupra șnurului soneriei, dorind să protejeze fotografia ascunsă acolo. După ce părăsește casa, în drum spre Baker Street, Holmes și Watson sunt salutați de o persoană necunoscută a cărui voce i se pare cunoscută. În realitate, fuseseră urmăriți de Irene Adler, care era deghizată.
În dimineața următoare, Holmes, Watson și regele au mers la casa Irenei Adler pentru a pune mâna pe fotografie. Acolo, ei află că Irene Adler și soțul ei au părăsit Anglia, urmând să nu se mai întoarcă niciodată. Cântăreața a luat cu ea fotografia pentru a se proteja de rege în viitor. A lăsat o fotografie-portret a sa și o scrisoare în care afirmă că îl iubește pe Godfrey Norton și este iubită de acesta și că nu se va mai răzbuna pe rege.
Mulțumit de rezultat, regele îi oferă lui Holmes un inel cu smaralde montate în formă de șarpe, dar detectivul solicită fotografia-portret ca răsplată. În povestirea "Un caz de identitate", Holmes afirmă că regele Boemiei i-a dat în semn de recunoștință o tabacheră veche din aur, care avea la mijloc o piatră de ametist. 

## Personaje
- Sherlock Holmes
- doctorul Watson
- Wilhelm Gottsreich Sigismond von Ormstein - regele Boemiei
- Irene Adler - cântăreață de operă, fosta amantă a regelui
- Godfrey Norton - avocat, prietenul Irenei Adler, cu care se căsătorește la finalul povestirii

## Adaptări teatrale și cinematografice

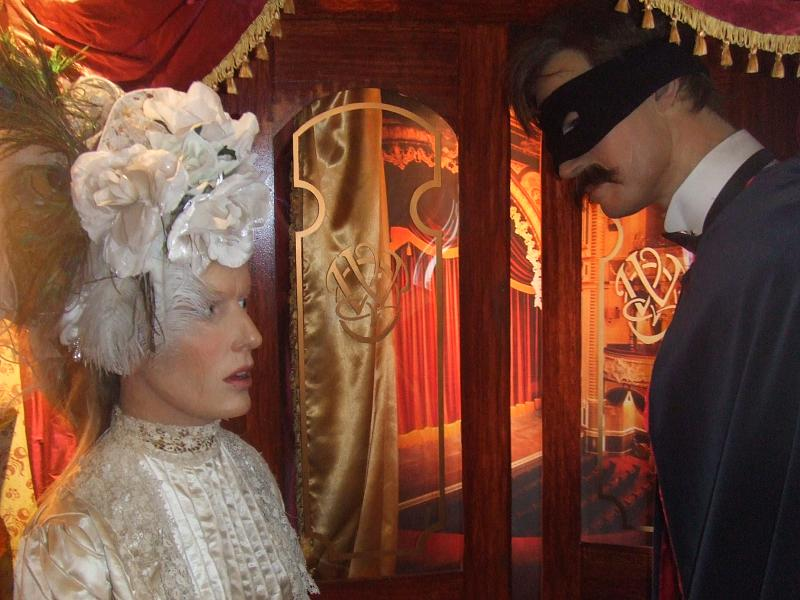
Scandal în Boemia (Piaţa Trafalgar, Sherlock Holmes Museum, Hyde Park, Londra.

Piesa din 1899 a lui William Gillette intitulată Sherlock Holmes este inspirată din mai multe povestiri, printre care și "Scandal în Boemia." Filmele realizate în 1916 (cu Gillette în rolul lui Holmes) și 1922 (cu John Barrymore în rolul principal), ambele intitulate Sherlock Holmes, se bazau pe această piesă, ca și adaptarea radiofonică realizată de Mercury Theatre on the Air și intitulată The Immortal Sherlock Holmes (1938), cu Orson Welles în rolul lui Holmes.
Această povestire a servit ca sursă de inspirație pentru al 14-lea film cu Sherlock Holmes (filmat în 1921) din seria de filme mute cu Eille Norwood.
Filmul Dressed to Kill (1946) conține câteva referiri la "Scandal în Boemia", cu Holmes și Watson discutând despre recenta publicare a povestirii în The Strand Magazine, iar răufăcătorul din film folosind pe seama lui Watson același truc pe care l-a făcut Holmes lui Irene Adler în povestire. În plus, Basil Rathbone și Nigel Bruce, care au interpretat rolurile lui Holmes și Watson în film, au prezentat povestirea într-un serial radiofonic intitulat The New Adventures of Sherlock Holmes. Episodul a fost urmat de o continuare, "Second Generation", în care fiica Irenei l-a angajat pe Holmes, aflat la pensie. 
Muzicalul de pe Broadway Baker Street (1965) a fost vag bazat pe această povestire, transformând-o pe Irene Adler în eroină și adăugându-l pe profesorul Moriarty ca personaj negativ. 
"Scandal în Boemia" a fost episodul-pilot al serialului TV Sherlock Holmes (1984), în care au interpretat actorii Jeremy Brett - Holmes, David Burke - Watson și Gayle Hunnicutt - Irene Adler.
Povestirea "Scandal în Boemia" a fost folosită într-un episod din primul sezon al serialului PBS Wishbone, intitulat "A Dogged Exposé". În acest episod, personajele caută un fotograf incognito la școala lor care publicase fotografii compromițătoare ale studenților. Personajul Wishbone este inspirat din Sherlock Holmes cu unele modificări. 
O serie de patru filme de televiziune au fost realizate la începutul anilor 2000 cu Matt Frewer ca Sherlock Holmes și Kenneth Welsh ca Dr. Watson. Unul dintre aceste filme, Scandalul regal (The Royal Scandal), adaptează povestirea "Scandal în Boemia" și o combină cu "Planurile Bruce-Partington."
În filmul Sherlock Holmes (2009), cu Robert Downey, Jr. și Jude Law, Irene Adler apare ca personaj principal. Rolul ei a fost interpretat de Rachel McAdams. În film, portretul ei se află în camera lui Holmes.
"Scandal în Boemia" a fost baza de inspirație a episodului "A Scandal in Belgravia", primul episod al celui de-al doilea sezon al serialului TV Sherlock, programat a fi lansat la începutul anului 2012.

## Monarhia ficțională
Mai degrabă decât să creeze o țară fictivă pentru rege în povestirea sa, ca și în poveștile din Ruritania, Conan Doyle a ales să plaseze o dinastie fictivă într-o țară reală. Boemia era, la momentul scrierii povestirii și timp de secole înainte, o posesiune a Casei de Habsburg și nu a avut monarhi proprii. În mod similar, nu a existat niciodată un Regat al Scandinaviei, deși acest lucru ar putea fi o trimitere la Uniunea de la Kalmar.

## Traduceri în limba română
- Scandal în Boemia - în volumul "Misterul din Valea Boscombe" (Ed. Vremea SC, București, 1992) - traducere de Daniela Caraman-Fotea și Silvia Colfescu
- Scandal în Boemia - în volumul "Aventura celor trei lucarne. Scandal în Boemia. Conacul Shoscombe. Piciorul diavolului. Clientela lui Crabbe. Misterul din Valea Boscombe" (Ed. Transpres, Sibiu, 1992)
- Scandalul din Boemia - în volumul "Aventurile lui Sherlock Holmes. Volumul I" (Best Publishing, București, 2004)
- Scandal în Boemia (Ed. Paralela 45, Colecția Bufnița, Pitești, 2005) - traducere de Carina Filatov
- Scandal în Boemia - în volumul "Aventurile lui Sherlock Holmes. Vol I" (Colecția Adevărul, București, 2010) - traducere de Luiza Ciocșirescu
- Scandal în Boemia - în volumul "Aventurile lui Sherlock Holmes. Vol I" (Colecția Adevărul, București, 2011) - traducere de Luiza Ciocșirescu